# بنزیستیازلینن
بنزیستیازلینن (به انگلیسی: Benzisothiazolinone) یک ترکیب شیمیایی با شناسه پاب‌کم 17520 است. شکل ظاهری این ترکیب، پودر سفید است.